# Благополучненский
Благополу́чненский — хутор в Кущёвском районе Краснодарского края.
Входит в состав Краснополянского сельского поселения.

## География
Хутор расположен в северной части Приазово-Кубанской равнины, на расстоянии 19 км от станицы Кущёвская, административного центра района, и 185 км от города Краснодар, административного центра области.

## Население
| 2002 | 2010 |
| ---- | ---- |
| 21   | ↘14  |

## Улицы
На хуторе имеется одна улица: Степная.